# Dentalium octangulatum
Dentalium octangulatum är en blötdjursart som beskrevs av Donovan 1803. Dentalium octangulatum ingår i släktet Dentalium och familjen Dentaliidae. Inga underarter finns listade i Catalogue of Life.

## Bildgalleri

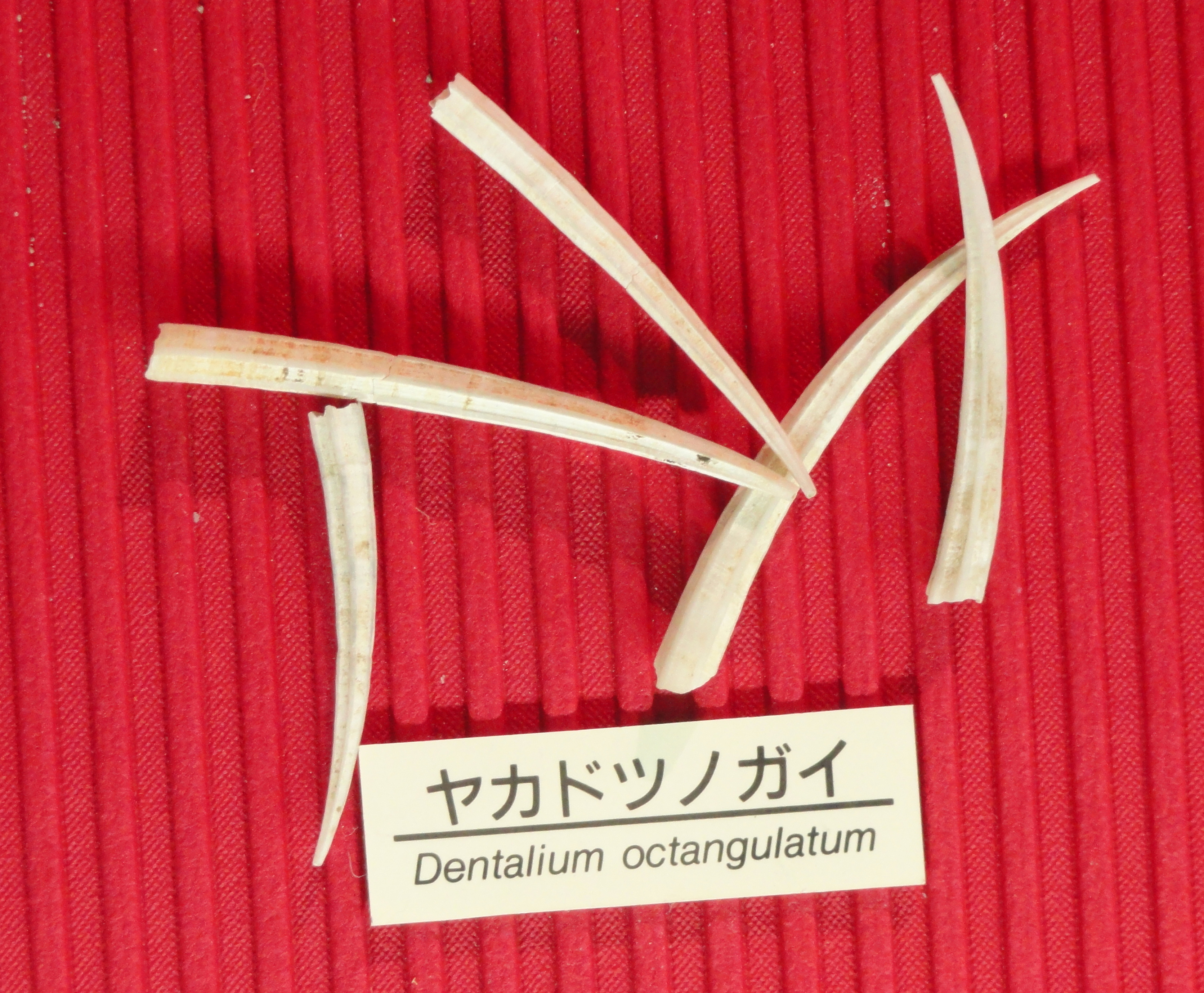